# ویجی آیر
ویجی آیر (انگلیسی: Vijay Iyer؛ زادهٔ ۲۶ اکتبر ۱۹۷۱) موسیقی‌دان، نوازنده پیانو و آهنگساز آمریکایی است.